# Rathaus (Uchenhofen)

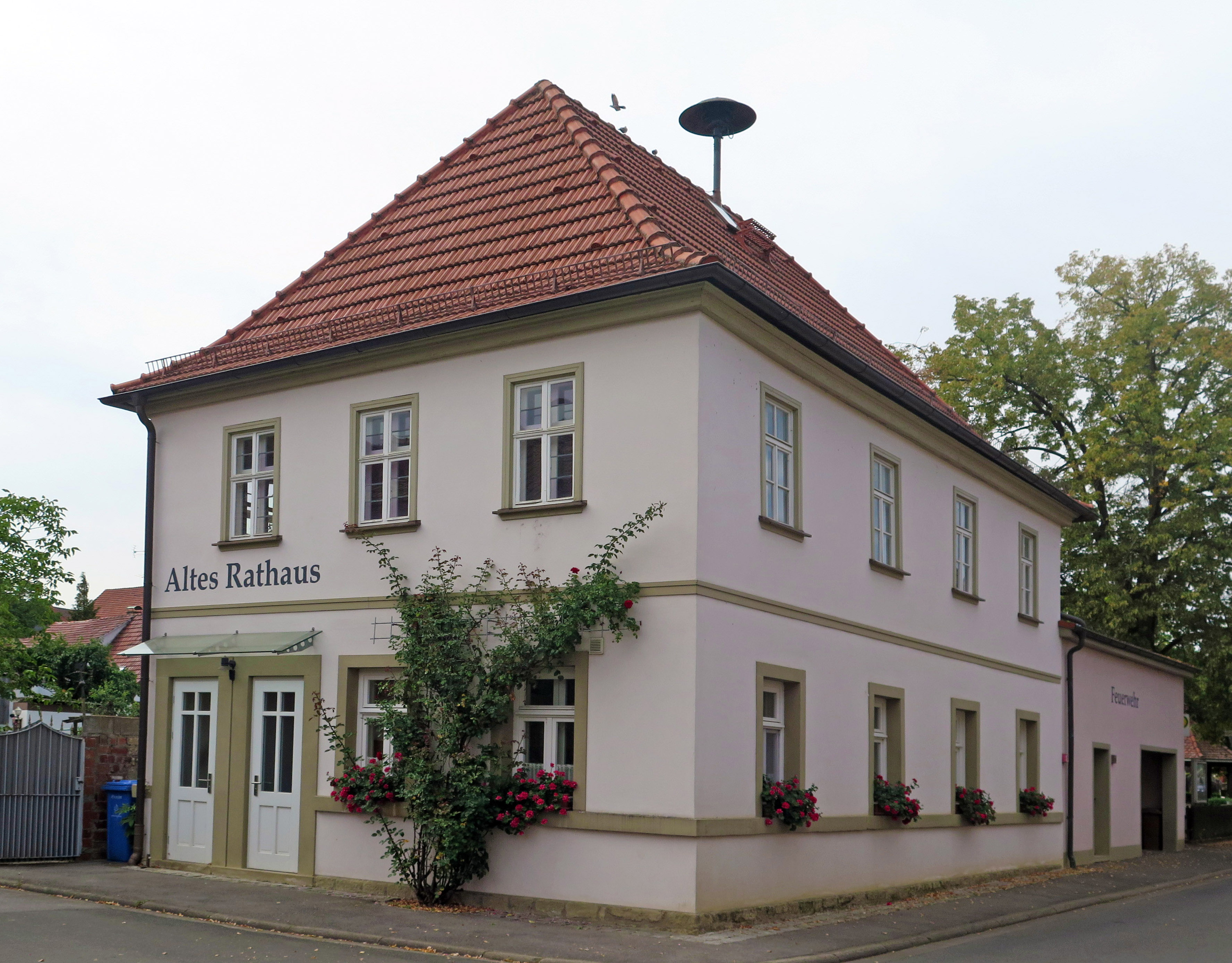
Ehemaliges Rathaus in Uchenhofen

Das Rathaus in Uchenhofen, einem Stadtteil von Haßfurt im unterfränkischen Landkreis Haßberge in Bayern, wurde Mitte des 18. Jahrhunderts errichtet. Das ehemalige Rathaus an der Brauhausstraße 6 ist ein geschütztes Baudenkmal. 
Der zweigeschossige verputzte Walmdachbau mit Fachwerkobergeschoss hat vier zu drei Fensterachsen. Die zwei Eingangstüren und die Fenster sind mit Sandsteinrahmungen versehen.
An der Rückseite wurde ein kleines Feuerwehrhaus angebaut.